# Stenochironomus nelumbus
Stenochironomus nelumbus är en tvåvingeart som först beskrevs av Tokunaga 1935.  Stenochironomus nelumbus ingår i släktet Stenochironomus och familjen fjädermyggor. Inga underarter finns listade i Catalogue of Life.